# Nicholas Teo
Nicholas Teo (traditionell kinesiska: 張棟樑; förenklad kinesiska: 张栋梁; pinyin:Zhāng Dòngliáng), född 29 november 1981, är en malaysisk sångare signerad under Red Bean Entertainment baserad i Taiwan.

## Diskografi

### Album
- 2004:	1st Choice Nicholas 首選張棟樑
- 2005:	Nicholas 張棟樑首張同名專輯 (Taiwan Version)
- 2006:	Only Nicholas 主打張棟樑
- 2007:	Prince Nicholas 王子
- 2008:	From Now On New Songs + Best Selection 新歌+精选
- 2009:	The Moment of Silence 沉默的瞬間
- 2011:	Let's Not Fall in Love Again 别再惊动爱情

### EP
- 2003:	Nicholas Teo First EP (Malaysia Only)
- 2005:	Dearly Love You EP 只在乎你 EP (Malaysia Only)
- 2015:	To Be Nicholas Teo 怎樣的張棟樑
- 2018:	The Best is Yet to Come 最好的快要發生

### OST
- Smiling Pasta OST 微笑PASTA電視原聲帶 (2006)
- Invincible Shan Bao Mei OST (2008)

## Filmografi

### TV-serier (urval)
- Smiling Pasta (2006)
- Invincible Shan Bao Mei (2008)
- Four Gifts (2010)
- Lady Maid Maid (2012)
- K Song Lover (2013)
- AQUARIUS (2015)
- A Thousand Goodnights (2019)

### Filmer
- Third Generation (2006)
- Ice Kachang Puppy Love (2010)
- Warm (2012)
- Companionship (2012)
- Crazy Little Things (2018)